# Baláže
Baláže – wieś (obec) na Słowacji położona w kraju bańskobystrzyckim, w powiecie Bańska Bystrzyca. Znajduje się w Starohporskich Wierchach, w dolinie u zbiegu potoków Banský potok i Ľupčica.
Pierwsze wzmianki o miejscowości pochodzą z roku 1529. W 2001 roku rozkład populacji względem narodowości i przynależności etnicznej wyglądał następująco:
- Słowacy – 98,95%
- Czesi – 1,05%

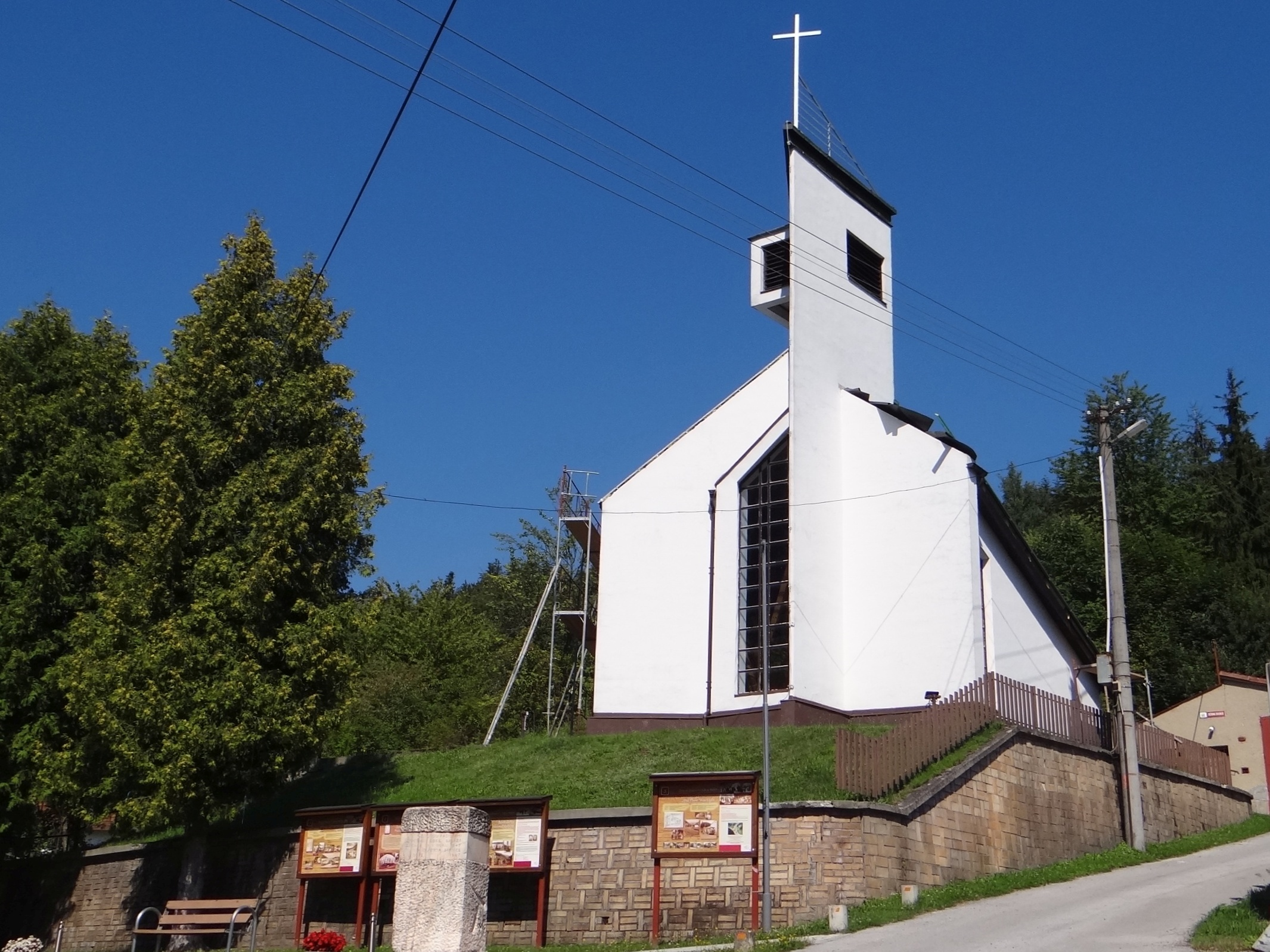
Kościół
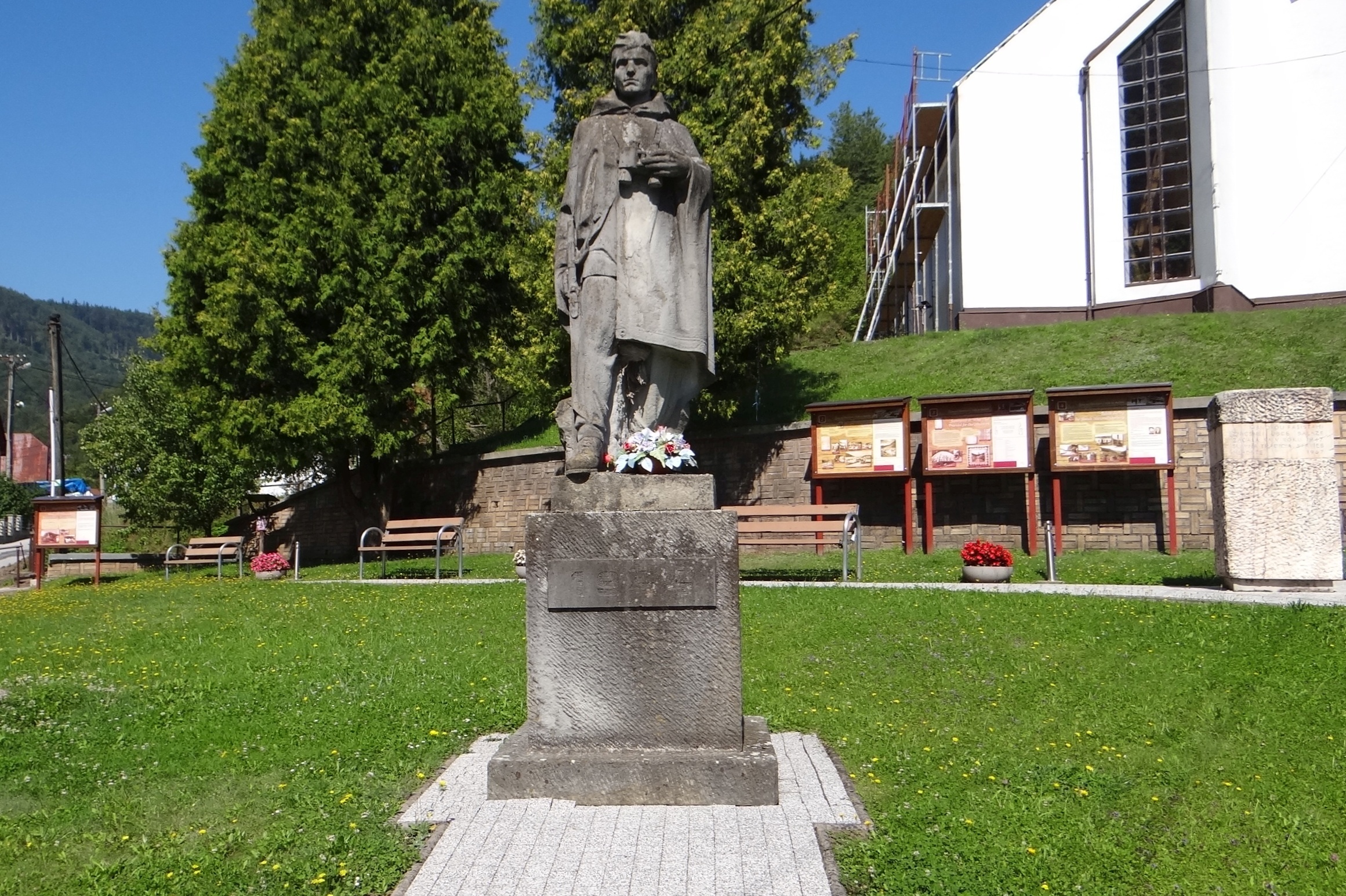
Pomnik
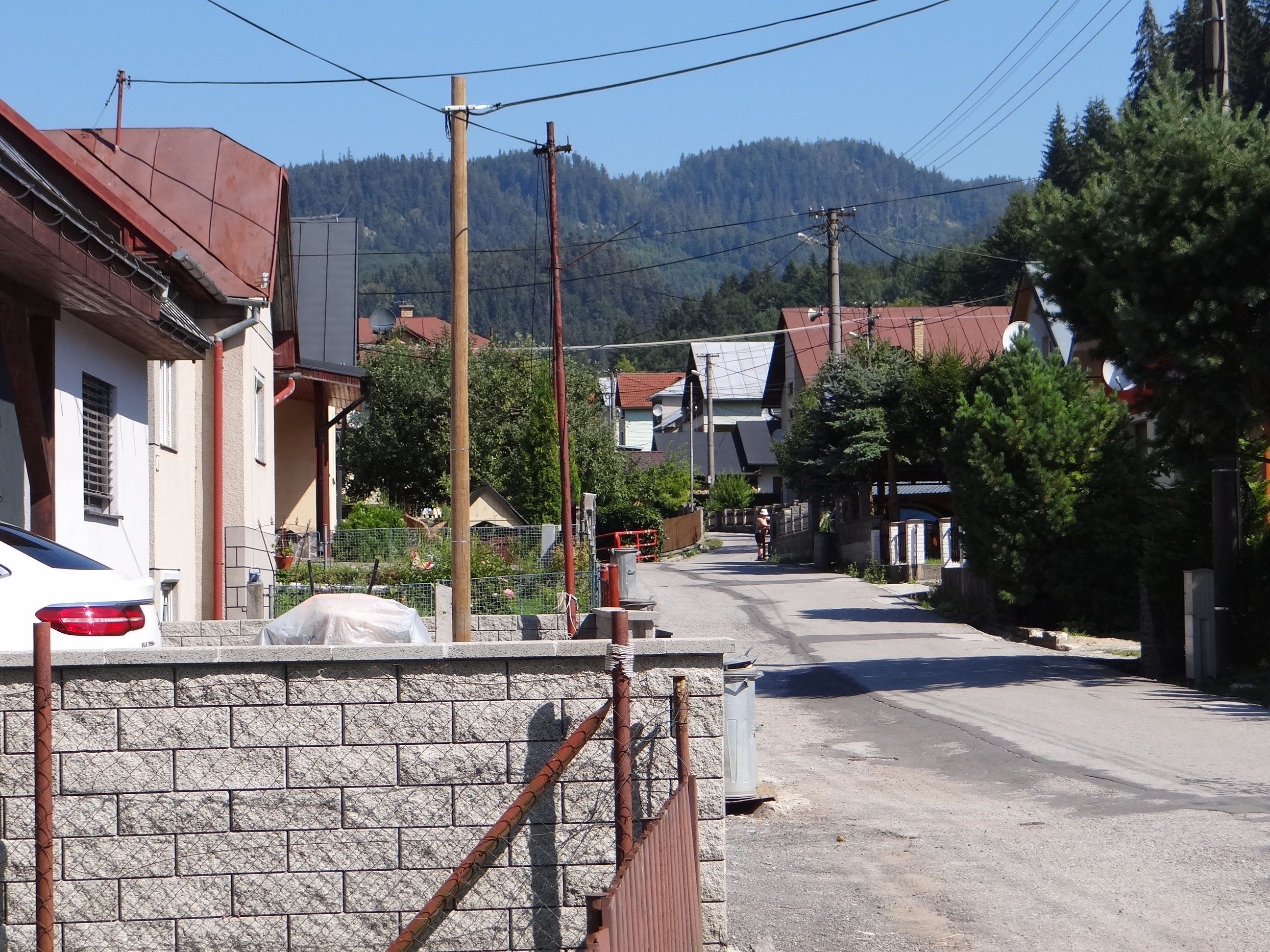
Ulica
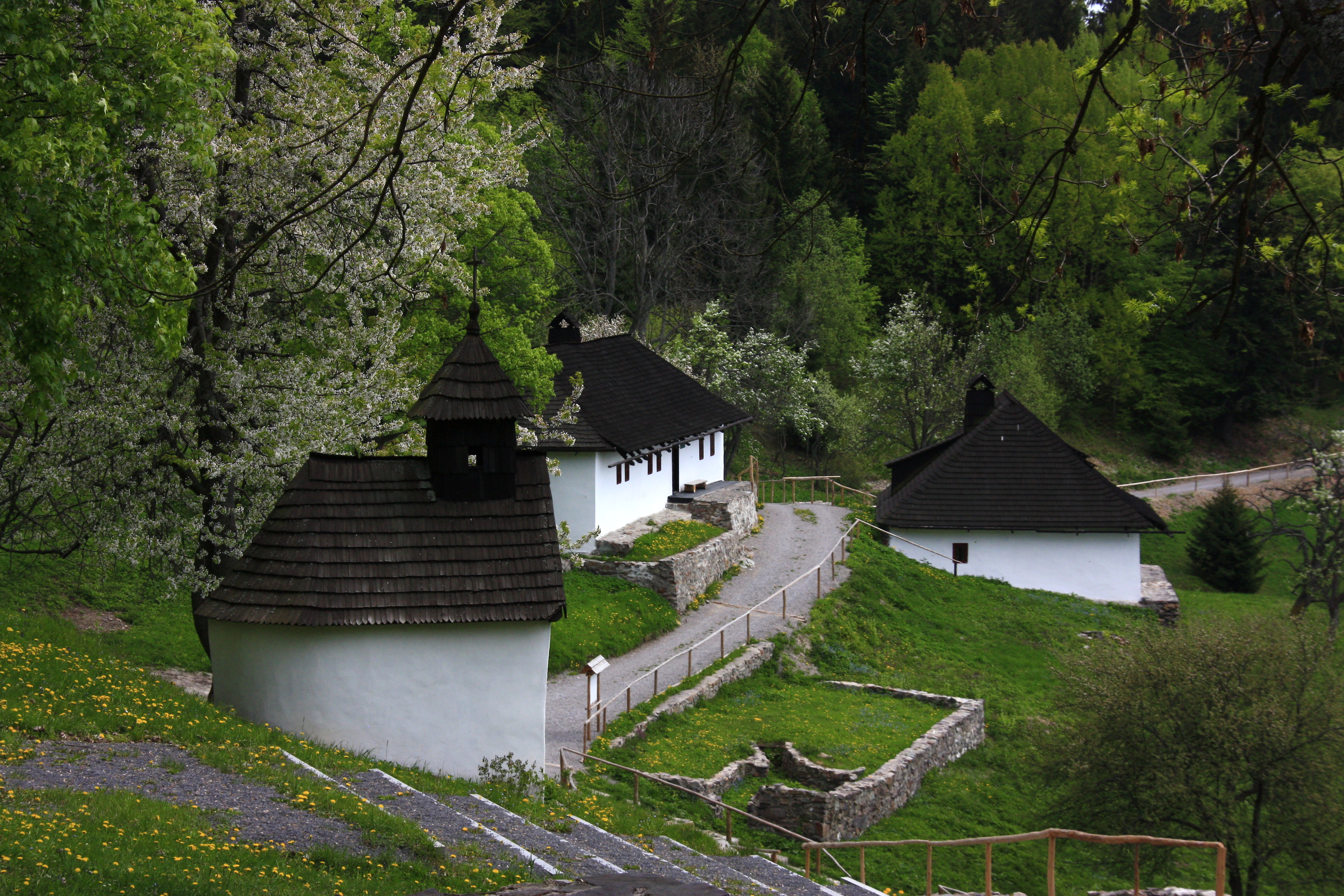
Zabytkowa osada Kalište